# GED

GED(General Educational Development, 종합 교육 개발)는 미국과 캐나다에서 고등학교 졸업 학력을 인정하는 자격 시험이다. 미국 교육 협회가 주관한다.

## 같이 보기
- 성인 학교